# Belval (Ardenne)
Belval è un comune francese di 222 abitanti situato nel dipartimento delle Ardenne nella regione del Grand Est.

## Societ à

### Evoluzione demografica
Abitanti censiti